# 凯瑟琳·吉布森
凯瑟琳·吉布森（英語：Catherine Gibson，1931年3月21日—2013年6月25日），英国前女子游泳运动员。她曾代表英国参加1948年夏季奥林匹克运动会游泳比赛，获得女子400米自由泳铜牌。